# Samsung Galaxy S4
Samsung Galaxy S4 je smartphone společnosti Samsung a další vlajková loď této jihokorejské firmy, nástupce Galaxy S III. Byl uveden na konci dubna 2013 a těšil se vysoké prodejnosti. Do konce roku 2013 se prodalo 49 milionů těchto smartphonů. Přijetí recenzentů a uživatelů bylo převážně pozitivní. K datu uvedení se jednalo o jeden z nejvýkonnějších a nejvybavenějších smartphonů na trhu a proto si od některých recenzentů vysloužil přezdívku "král smartphonů." V únoru 2014 byl představen nástupce Samsung Galaxy S5.

## Představení
Představen byl v hudební hale Radio City v New Yorku 14. března. Zároveň byl také vysílán live stream, který se promítal na Times Square. Představil ho zástupce Samsungu J.K. Sheen, který telefon stručně popsal a pak se slova ujali dva známí Američtí moderátoři. Počáteční cena telefonu byla cca 17000 Kč s DPH. V průběhu několika dalších měsíců byly představeny "odnože" tohoto telefonu, a to SGS4 Mini, SGS4 Active a SGS4 Zoom.

## Design
Displej telefonu se oproti minulému modelu zvětšil na rovných 5" s Full-HD rozlišením. Rozměry jsou 137 × 70 × 7,9 mm a váží 130g. Samsung se dál drží stejného stylu a tak i tento model vypadá jako oblázek. Nad displejem se nachází senzory, oznamovací dioda, sluchátko a web kamerka s rozlišením 2 Mpx. Pod displejem je tlačítko domů, senzorové tlačítko zpět a vyvolání kontextové nabídky. Na zádech je 13 Mpx fotoaparát s možností natáčet Full-HD video, přisvětlovací dioda a hlasitý reproduktor. Telefon se prodává v černé a bílé variantě.

## Hardware
Hnací silou tohoto zařízení je procesor Qualcom Snapdragon 600 o taktu 1,9 GHz doprovázený 2 GB RAM. Prodává se ve čtyřjádrové a osmijádrové variantě. Uživatelská paměť je 16/32/64 GB a lze ji rozšířit o dalších 64 GB pomocí microSD karty. Telefon podporuje 4G LTE, Bluetooth 4.0, NFC, infraport a další. WiFi je samozřejmostí. Baterie Li-ion s kapacitou 2600 mAh zajišťuje dostatečnou výdrž. Po aktualizaci z 4.2.2 a 4.4 na něm běží Android 5.0.2 Lollipop s nástavbou TouchWiz.

## Funkce
Díky propracované nástavbě od Samsungu dostává tento telefon spoustu užitečných aplikací. Zde si je stručně shrneme:
- Chytrý fotoaparát
  - Story album - telefon sám řadí fotografie do alb podle data, nebo podle souřadnic
  - Drama Shot - obdoba známých GIF obrázků
  - Dual Camera - záznam z dvou fotoaparátů zároveň

- Group Play
  - Share Picture a Share Document - sdílení obrázků a dokumentů přes NFC
  - Play Games - umožňuje hrát hry v multiplayeru přes NFC
  - Play Music - přes NFC sdílí stejné skladby, telefony pak působí jako stereo reproduktory

- S funkce
  - S Voice - hlasový vyhledávač
  - S Translator - překladač, který funguje i s diktafonem
  - S Travel - cestovní průvodce, který díky fotoaparátu pozná, kde se právě nacházíte
  - S Drive - režim během cestování s GPS, kdy na telefon stačí jen mluvit a nemusíte na něj sahat
  - Samsung Health (dříve S Health) - funkce která přes čidla zjišťuje Váš zdravotní stav

- Samsung WatchON
  - Když se například během sledování videa na telefon přestanete dívat, web kamera to pozná a sama video pozastaví.
  - Až se na telefon znovu začnete dívat, video se samo spustí.